# Heng Shan, Shanxi
Heng Shan är ett berg i  Shanxi-provinsen i norra Kina. Det ligger omkring 220 kilometer nordost om provinshuvudstaden Taiyuan och räknas om ett av Kinas heliga berg. Det  utgör sedan 1982 en nationalpark men har inte utvecklats till en turist- eller vallfartsort.  En orsak till detta är att det under Songdynastin kom att ligga utanför Kinas gränser, och att offerkulten vid berget då flyttades till i Beiyue-templet i Quyang ,  Baoding, Hebei-provinsen.
Toppen på Heng Shan är 2 016 meter över havet, eller 275 meter över den omgivande terrängen. Bredden vid basen är 6,0 km. Det berömda hängade templet Xuankongsi  ligger inte långt från Heng Shan.
Runt Heng Shan är det ganska tätbefolkat, med 172 invånare per kvadratkilometer. Närmaste större samhälle är Daciyao, 3,2 km söder om Heng Shan. Trakten runt Heng Shan består i huvudsak av gräsmarker.
Genomsnittlig årsnederbörd är 679 millimeter. Den regnigaste månaden är juli, med i genomsnitt 165 mm nederbörd, och den torraste är januari, med 4 mm nederbörd.